# SpotemGottem
SpotemGottem, właśc. Nehemiah Lamar Harden (ur. 19 października 2001 w Jacksonville) – amerykański raper i autor tekstów. Najbardziej znany jest ze swojego singla „Beat Box” z 2020 roku, który zajął 12 miejsce na liście Billboard Hot 100.

## Kontrowersje

### Donoszenie
W lutym 2021 roku, Harden został oskarżony o donoszenie na innego rapera Y&R Mookey, który został aresztowany w kwietniu 2020 roku. Harden zaprzeczył tym zarzutom.

### Problemy z prawem
W czerwcu 2017 roku Harden został aresztowany w hrabstwie Duval, wraz z Chaddrickiem Danielsem, oboje posiadali ukrytą broń w aucie. 17 września 2021 r. Harden został postrzelony w biodro co było wynikiem strzelaniny, która odbyła się podczas jazdy samochodem na autostradzie I-95 w Miami.

## Dyskografia

### Mixtape’y
| Tytuł              | Informacje                                                                                             | Pozycja na liście |
| Tytuł              | Informacje                                                                                             | USA               |
| ------------------ | --- | ----------------- |
| Final Destination  | - Wydany: 18 grudnia 2020 - Wytwórnia: wydanie niezależne - Format: Digital download, streaming        | 70                |
| Most Wanted        | - Wydany: 21 maja 2021 - Wytwórnia: Rebel, Geffen, Interscope - Format: Digital download, streaming    | 103               |
| Back From the Dead | - Wydany: 24 grudnia 2021 - Wytwórnia: Rebel, Geffen, Interscope - Format: Digital download, streaming |                   |

### EP
| Tytuł       | Informacje                                                                                   |
| ----------- | -------------------------------------------------------------------------------------------- |
| Osama Story | - Wydana: 7 lipca 2019 - Wytwórnia: wydanie niezależne - Format: Digital download, streaming |